# Inhibicja akompetycyjna

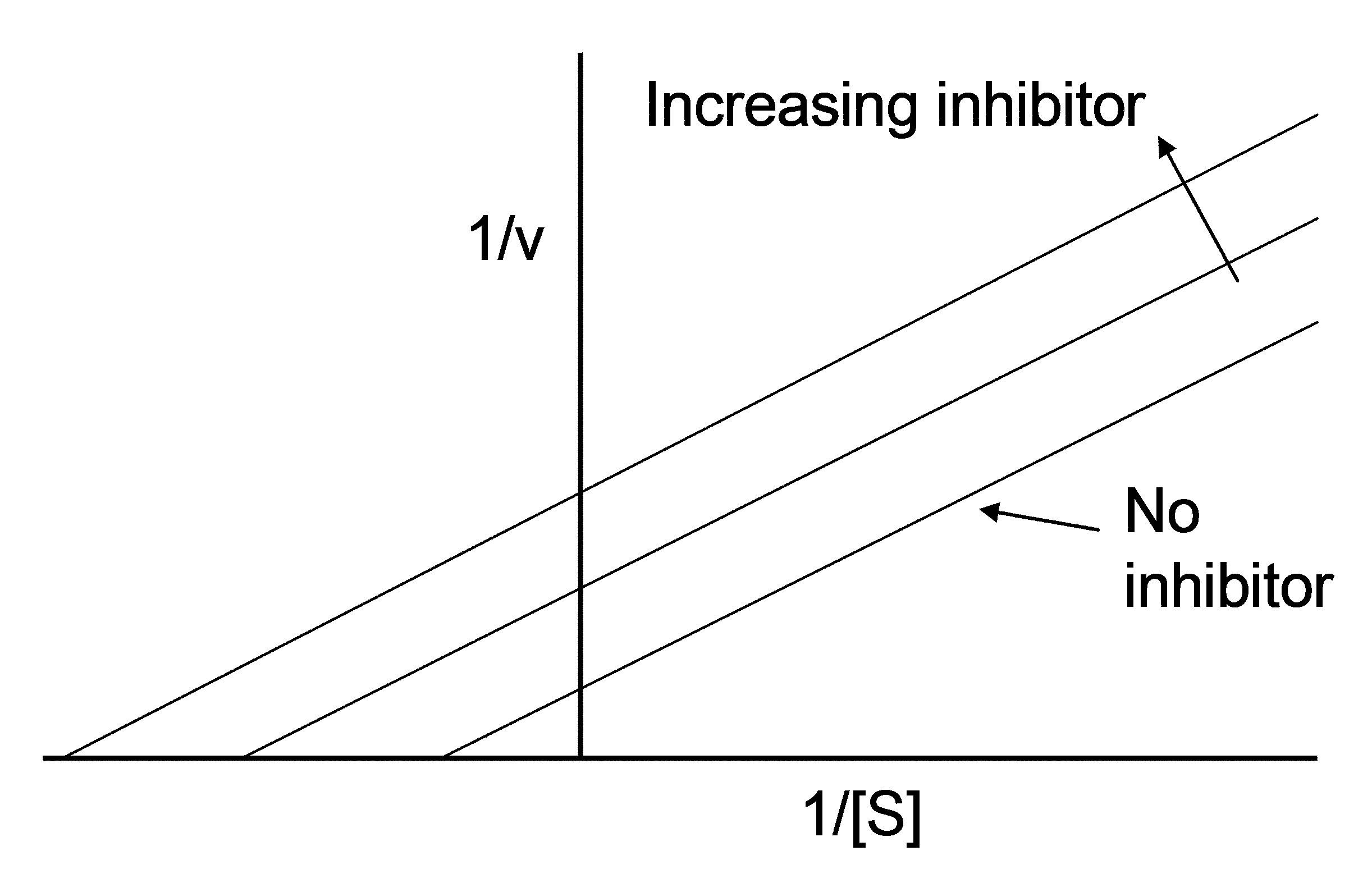
wykresy Lineweavera-Burka dla inhibicji akompetycyjnej

Inhibicja akompetycyjna – typ inhibicji odwracalnej enzymów.
Inhibitor akompetycyjny wiąże się odwracalnie do kompleksu enzym-substrat (ES) tworząc nieaktywny kompleks enzym-substrat-inhibitor (ESI), inhibitor nie wiąże się do wolnego enzymu. Inhibicja akompetycyjna zazwyczaj związana jest z reakcjami, w których występują co najmniej dwa substraty lub produkty.
Kompleks związany z inhibitorem tworzy się głównie przy wysokich stężeniach substratu, ale nie może on uwalniać produktu, co powoduje zmniejszenie Vmax w stosunku do reakcji nieinhibowanej. Pozorne powinowactwo enzymu do substratu jest zwiększone (Km jest mniejsze) w stosunku do reakcji wyjściowej. Dzieje się tak dlatego, że kompleks związany z inhibitorem skutecznie zmniejsza stężenie kompleksu enzym-substrat. Zgodnie z regułą Le Chateliera-Brauna następuje przesunięcie równowagi chemicznej reakcji w stronę utworzenia dodatkowych kompleksów enzym-substrat, co skutkuje mniejszą ilością wolnego enzymu i większą ilością enzymu w formach ES i ESI.
Przykładem inhibitora akompetycyjnego jest lit, który hamuje kompleks monofosfatazy inozytolowej i fosforanu inozytolu, co jest wykorzystywane w leczeniu choroby afektywnej dwubiegunowej.